# Provinz Cornelio Saavedra
Cornelio Saavedra ist eine Provinz im nordöstlichen Teil des Departamento Potosí im Hochland des südamerikanischen Anden-Staates Bolivien. Die Provinz ist benannt nach Cornelio Saavedra, dem Präsidenten der ersten unabhängigen argentinischen Regierung („Primera Junta“) von 1810, der im Distrikt Otuyo im Municipio Betanzos geboren wurde.

## Lage
Die Provinz Cornelio Saavedra ist eine von sechzehn Provinzen im Departamento Potosí. Sie liegt zwischen 18° 57' und 19° 44' südlicher Breite und zwischen 64° 48' und 65° 39' westlicher Länge. Sie grenzt im Nordosten an das Departamento Chuquisaca, im Norden an die Provinz Chayanta, im Westen an die Provinz Tomás Frías, und im Süden und Südosten an die Provinz José María Linares. Die Provinz erstreckt sich über etwa 95 Kilometer in Ost-West-Richtung und 105 Kilometer in Nord-Süd-Richtung.

## Bevölkerung
Die Einwohnerzahl in der Provinz Cornelio Saavedra ist in den vergangenen drei Jahrzehnten nur in geringem Maße angestiegen:
| Jahr | Einwohner | Quelle       |
| ---- | --------- | ------------ |
| 1992 | 52 659    | Volkszählung |
| 2001 | 58 706    | Volkszählung |
| 2012 | 55 100    | Volkszählung |
| 2024 | 55 242    | Volkszählung |

Wichtigstes Idiom der Provinz mit 78 Prozent ist Quechua. Hauptstadt der Provinz ist Betanzos mit 4.632 Einwohnern (2012).
80 Prozent der Bevölkerung haben keinen Zugang zu Elektrizität, 94 Prozent leben ohne sanitäre Einrichtungen. 69 Prozent der Bevölkerung arbeiten in der Landwirtschaft, 1 Prozent im Bergbau, 10 Prozent in der Industrie, 20 Prozent im Bereich Dienstleistungen. 89 Prozent der Bevölkerung sind katholisch, 8 Prozent evangelisch. (2001)

## Gliederung
Die Provinz untergliedert sich gemäß der letzten Volkszählung von 2024 in die folgenden drei Verwaltungsbezirke (bolivianisch „Municipios“):
- 05-0301 Municipio Betanzos – 31.772 Einwohner
- 05-0302 Municipio Chaquí – 9.262 Einwohner
- 05-0303 Municipio Tacobamba – 14.208 Einwohner

## Ortschaften in der Provinz Cornelio Saavedra
- Municipio Betanzos
  - Betanzos 4632 Einw. – Quivi Quivi Alta 673 Einw. – Buey Tambo 612 Einw. – Koa Koa 556 Einw. – Quivi Quivi Media 494 Einw. – Tecoya 491 Einw. – Lequezana 470 Einw. – Potobamba 468 Einw. – Lica Lica 459 Einw. – Millares 414 Einw. – Huantapita 344 Einw. – Siporo 279 Einw. – Sijllani 271 Einw. – Mojotorillo 263 Einw. – Poco Poco 263 Einw. – Ckonapaya 250 Einw. – Vila Vila 170 Einw. – Ancomayo 154 Einw. – Otuyo 144 Einw.

- Municipio Chaquí
  - Chiutari 924 Einw. – Chaquí 793 Einw. – Chaquí Baños 751 Einw. – El Palomar 288 Einw. – Coipasi 199 Einw.

- Municipio Tacobamba
  - San Felipe de Colavi 263 Einw. – Yahuacari 167 Einw. – Machacamarca 117 Einw. – Rodeo 113 Einw. – Ancoma 98 Einw. – Tacobamba 73 Einw.